# Joint Polar Satellite System
Joint Polar Satellite System (JPSS) — последнее поколение американских метеорологических спутников на полярной орбите. JPSS будет предоставлять планетарные данные для использования в численном прогнозировании погоды и научные данные для наблюдения за климатом. Спутники JPSS будут участвовать в решении задач NOAA. Данные и изображения, полученные от JPSS, позволят повысить оперативность и точность климатических и погодных прогнозов и предупреждений об опасных погодных явлениях, таким образом уменьшая потенциальные потери жизней и имущества и способствуя развитию американской экономики. Система JPSS разработана NASA для Национального управления океанических и атмосферных исследований (NOAA), который отвечает за эксплуатацию JPSS. В рамках программы планируется вывод на орбиту двух спутников, обработка данных в системе JPSS-CGS.
Первый спутник JPSS-1 был запущен 18 ноября 2017. Существую планы по запуску ещё трёх спутников JPSS между 2021 и 2031.

## История
Программа JPSS была создана Белым Домом в феврале 2010 года вслед за реорганизацией программы NPOESS. В 2012 году вышел отчёт о задержках в реализации программы.

## Цель
JPSS придёт на смену нынешней программе POES NOAA и оборонной DMSP. В системе JPSS также будут обрабатываться и использоваться данные от аппарата Suomi NPP, также находящегося на полярной орбите (запущен 28 октября 2011 года).
Данные JPSS системы будут свободно доступны для американских и международных пользователей, подтверждая обязательства США по глобальной системе наблюдения Земли (GEOSS, ГСНЗ).

Компания Ball Aerospace проводит сборку и проверку космического аппарата

## Спутники JPSS
Запуск JPSS-1 был запланирован на 14 ноября 2017 при помощи ракеты Дельта-2. Запуск был отложен на день из-за нарушения морской зоны безопасности за несколько минут до старта и сигналов с первой ступени ракеты-носителя. В космическом аппарате JPSS-1 используются инструменты: (1) VIIRS, (2) CrIS, (3) ATMS, (4) OMPS-N, (5) CERES.
JPSS-2 планируется запустить в 2021 году. В JPSS-2 будут размещены следующие инструменты: (1) VIIRS, (2) CrIS, (3) ATMS, (4) OMPS-N, (5) RBI.

JPSS-3 планируется запустить в 2026 году. JPSS-3 содержит пять подобных инструментов: (1) VIIRS, (2) CrIS, (3) ATMS, (4) OMPS-N, (5) RBI.

JPSS-4 планируется запустить в 2031 году. JPSS-4 будет использовать пять инструментов: (1) VIIRS, (2) CrIS, (3) ATMS, (4) OMPS-N, (5) RBI.